# Morristown, Vermont

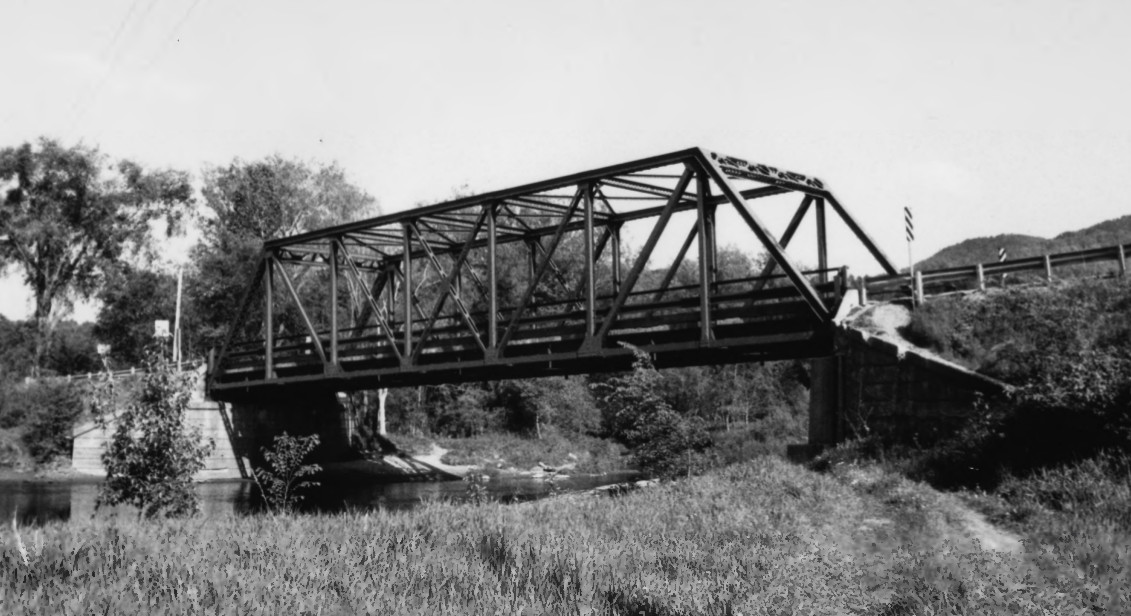
Morristown,VT Den gamla bron

Morristown är en kommun (town) i Lamoille County i den amerikanska delstaten Vermont.  Vid folkräkningen år 2000 bodde 5 139 personer på orten. Den har enligt United States Census Bureau en area på totalt 133,7 km², varav 0,7 km² är vatten.  